# Klaus Ostheeren
Klaus Ostheeren (* 17. Juli 1933 in Berlin-Lichtenrade; † 30. Juli 2019 in Berlin) war ein deutscher Anglist.

## Leben
Er erwarb 1958 das Staatsexamen in den Fächern Anglistik, Romanistik und Philosophie an der FU Berlin. 1973 erfolgte die Habilitation. In Nachfolge Ewald Standops wurde er 1974 als ordentlicher Professor nach Köln berufen. 1981 nahm er den Ruf nach Münster an (Nachfolge Karl Schneider). 1998 wurde er emeritiert.

## Schriften (Auswahl)
- Studien zum Begriff der „Freude“ und seinen Ausdrucksmitteln in altenglischen Texten. Poesie, Alfred, Aelfric. Heidelberg 1964, OCLC 832727897.